# Peter L. Münch-Heubner
Peter L. Münch-Heubner (geboren 22. September 1960 in München) ist ein deutscher Politikwissenschaftler und Publizist.

## Leben
Peter Ludwig Münch-Heubner studierte Politikwissenschaft, Orientalistik und Neuere Geschichte an der Universität München. Er arbeitete danach als freier Journalist und an der Universität der Bundeswehr München. Münch-Heubner wurde dort 1993 mit einer Dissertation über die amerikanisch-europäisch-israelischen Beziehungen promoviert. 2010 wurde er an der Universität Augsburg mit der Arbeit „Die Entwicklung des modernen Sozial- und Interventionsstaates in Australien im 20. Jahrhundert“ habilitiert und zum Privatdozenten ernannt. Er lehrte im Fachbereich "Neuere Geschichte" an der Universität Augsburg und an der Universität der Bundeswehr München-Neubiberg.
Münch-Heubner arbeitet als freier Journalist und Autor mit wissenschaftlichen Veröffentlichungen zu den Themen Islam/Islamismus, Salafismus und zu aktuellen Themen der Wirtschafts- und Sozialpolitik in Ländern der islamischen Welt sowie in Australien, Kanada, Neuseeland, Tschechien und der Slowakei (u. a. für "Das Parlament", "Die ZEIT", die Frankfurter Rundschau in Australien und Neuseeland, die "Prager Zeitung", die "Schweizer Monatshefte" und den "Schweizer Monat"). Im Auftrag der Hanns-Seidel-Stiftung publizierte er mehrere politikwissenschaftliche Untersuchungen.

## Schriften (Auswahl)
- Die Altersvorsorge in Australien, Kanada und Tschechien: Schweizer Monat, Febr. 2019
- Sanfter Paternalismus. Frankfurt am Main : Peter Lang, 2017
- Bayern, Tschechen und Sudetendeutsche. München : Hanns-Seidel-Stiftung, 2015
- Impulse aus dem anderen Iran. München : Hanns-Seidel-Stiftung, 2014
- mit Reinhard Meier-Walser: Teherans Atomstrategie und die Internationale Sicherheit. München : Hanns-Seidel-Stiftung, 2013
- Der islamische Staat. München : Hanns-Seidel-Stiftung, 2012
- Tschechien und die Slowakei: Sozialstaaten zwischen historischer Pfadabhängigkeit und wirtschaftsliberaler Transformation: Wege zur Sozialversicherung, Dezember 2010
- Parteien in Tschechien und der Slowakei: Parteienlandschaften im Wandel: Politische Studien, Nr. 433, Sept./Okt. 2010
- Der Umbau des Sozialstaates. München : Akad. für Politik und Zeitgeschehen, 2006
- Zwischen Konflikt und Koexistenz: Christentum und Islam im Libanon. München : Akad. für Politik und Zeitgeschehen, 2002
- Osttimor und die Krise des indonesischen Vielvölkerstaates in der Weltpolitik. München : Hanns-Seidel-Stiftung, 2000
- Staatsbürgerschaftsrecht und Einbürgerung in Kanada und Australien. München : Akad. für Politik und Zeitgeschehen, 1999
- Föderalismus in Kanada und Australien: Schweizer Monatshefte, April 1995
- Israel als Störfaktor der westeuropäisch-amerikanischen Beziehungen. München : tuduv, 1993